# Mark Warnecke
Pour les articles homonymes, voir Warnecke.
Mark Warnecke, né le 15 février 1970 à Bochum, est un nageur allemand, spécialiste des épreuves de brasse.

## Biographie
Mark Warnecke remporte son premier titre européen en 1994, dans l'épreuve du 50 m brasse en petit bassin. Lors de ses nombreuses participations aux championnats d'Europe, tant en petit qu'en grand bassin, il a été vingt-deux fois médaillés (13 d'or, 6 d'argent et 3 de bronze) dans les épreuves des 50 et 100 m brasse, et des relais 4 × 50 et 4 × 100 m quatre nages.
Sa seule médaille olympique, il l'obtient en 1996 à Atlanta ; elle est de bronze dans l'épreuve du 100 m brasse.
Il a été trois fois champion du monde du 50 m brasse, en 1995 et 2000, et en petit bassin ; il remporte le troisième titre en 2005 à Montréal, et en grand bassin, alors qu'il est âgé de 35 ans ; ainsi est-il le champion du monde le plus âgé de l'histoire de la natation.
À l'âge de 36 ans, il a été champion allemand du 50 m, dont il détient le record national depuis le 25 mai 2005 avec le temps de 27 s 44.
Il a terminé sa carrière sportive, le 15 avril 2007 à l'issue des 119e championnats allemands de natation.

## Palmarès

### Jeux olympiques
- Jeux olympiques de 1996 à Atlanta (États-Unis) :
  -  Médaille de bronze du 100 m brasse (1 min 1 s 33).

### Championnats du monde
Grand bassin
- Championnats du monde de natation 2005 à Montréal (Canada) :
  -  Médaille d'or du 50 m brasse (27 s 63).

Petit bassin
- Championnats du monde 1995 à Rio de Janeiro (Brésil) :
  -  Médaille d'or du 100 m brasse (59 s 89).

- Championnats du monde 2000 à Athènes (Grèce) :
  -  Médaille d'or du 50 m brasse (27 s 22).

### Championnats d'Europe
Grand bassin
- Championnats d'Europe de natation 1995 à Vienne (Autriche) :
  -  Médaille de bronze au titre du relais 4 × 100 m quatre nages (3 min 41 s 55).

- Championnats d'Europe de natation 1999 à Istanbul (Turquie) :
  -  Médaille d'or du 50 m brasse (27 s 95).
  -  Médaille d'argent du 100 m brasse (1 min 1 s 97).
  -  Médaille d'argent au titre du relais 4 × 100 m quatre nages (3 min 40 s 15).

- Championnats d'Europe de natation 2000 à Helsinki (Finlande) :
  -  Médaille d'or du 50 m brasse (27 s 75).

Petit bassin
- Championnats d'Europe 1993 à Gateshead (Angleterre) :
  -  Médaille de bronze du 50 m brasse (28 s 03).
  -  Médaille de bronze au titre du relais 4 × 50 m quatre nages (1 min 40 s 23).

- Championnats d'Europe 1994 à Stavanger (Norvège) :
  -  Médaille d'or du 50 m brasse (27 s 58).
  -  Médaille d'or au titre du relais 4 × 50 m quatre nages (1 min 38 s 01, RE).

- Championnats d'Europe 1998 à Sheffield (Angleterre) :
  -  Médaille d'or du 50 m brasse (26 s 70).
  -  Médaille d'or au titre du relais 4 × 50 m quatre nages (1 min 35 s 51).
  -  médaille d'argent du 100 m brasse (59 s 77).

- Championnats d'Europe 1999 à Lisbonne (Portugal) :
  -  Médaille d'or du 50 m brasse (27 s 10).
  -  Médaille d'argent au titre du relais 4 × 50 m quatre nages (1 min 36 s 56).

- Championnats d'Europe 2000 à Valence (Espagne) :
  -  Médaille d'or du 50 m brasse (27 s 11).
  -  Médaille d'or au titre du relais 4 × 50 m quatre nages (1 min 36 s 23).

- Championnats d'Europe 2001 à Anvers (Belgique) :
  -  Médaille d'argent du 50 m brasse (26 s 75).
  -  Médaille d'or au titre du relais 4 × 50 m quatre nages (1 min 34 s 78).

- Championnats d'Europe 2002 à Riesa (Allemagne) :
  -  Médaille d'argent du 50 m brasse (27 s 15).

- Championnats d'Europe 2003 à Dublin (Irlande) :
  -  Médaille d'or au titre du relais 4 × 50 m quatre nages (1 min 34 s 46, RM).
  -  Médaille de bronze du 50 m brasse (27 s 03).

- Championnats d'Europe 2004 à Vienne (Autriche) :
  -  Médaille d'or au titre du relais 4 × 50 m quatre nages (1 min 34 s 56).

- Championnats d'Europe 2005 à Trieste (Italie) :
  -  Médaille d'or au titre du relais 4 × 50 m quatre nages (1 min 34 s 83).

## Records

### Record du monde du 50 m brasse en petit bassin
- 27 s 00, à Gelsenkirchen en 1995
- 26 s 97, à Paris en 1997
- 26 s 70, à Sheffield en 1998

### Record du monde du 4 × 50 m 4 nages en petit bassin
- 1 min 34 s 46, le 11 décembre 2003 à Dublin, lors de la finale des championnats d'Europe.